# Pyrausta lithosialis
Pyrausta lithosialis là một loài bướm đêm trong họ Crambidae.